# 오키미촌
오키미촌(沖見村)은 니가타현 히가시쿠비키군에 있던 촌이다.

## 역사
- 1889년 4월 1일 - 정촌제 시행에 의해 히가시쿠비키군 오키미촌이 성립하였다.
- 1954년 11월 1일 - 마키촌과 합병해, 마키촌이 신설되어 소멸하였다.

## 참고문헌
- 『市町村名変遷辞典』東京堂出版、1990年。